# La Cruche cassée
Pour les articles homonymes, voir Cruche (homonymie).
La Cruche cassée (Der zerbrochene Krug) est une comédie théâtrale écrite par Heinrich von Kleist entre 1803 et 1806, jouée pour la première fois en 1808.
Kleist eut l'idée de la pièce en 1801, en contemplant une gravure sur cuivre titrée Le juge, ou la cruche cassée. En 1803, attaqué sur ses capacités à écrire une comédie, il dicta les trois premières scènes de la pièce, qui ne fut terminée qu'en 1806. Goethe programma la pièce pour la première fois au théâtre de la Cour grand-ducale de Weimar, où la première eut lieu le 2 mars 1808. La cruche cassée est aujourd'hui « une des principales comédies du répertoire allemand ».
En 1937, parut un film allemand reprenant le titre, avec Emil Jannings dans le rôle principal. En 1944, la pièce fut mise en film à Mexico par le réalisateur allemand Alfredo B. Crevenna, sous le titre Adan, Eva y el Diablo (Adam, Ève et le diable), avec les acteurs Roberto Soto, Emma Roldan, Amalia Wilhelmy et Perla Aguiar.
La Cruche cassée se moque avec un humour noir des défauts de la nature humaine et des abus de pouvoir du système judiciaire. Elle reprend un thème présent dans l'Œdipe roi de Sophocle : celle de la culpabilité d'un juge, à cette différence près qu'ici, le juge - comme les spectateurs - sait dès le début qu'il est coupable, et fait tout son (im-)possible pour tenter de cacher la vérité.

## Traduction en français
- La Cruche cassée (Der zerbrochene Krug), traduction et préface de Roger Ayrault, édition bilingue, Paris, Aubier, 1943.